# Gudmann Thorisson
Gudmann Thorisson, född 30 januari 1987, är en isländsk fotbollsspelare som spelar för FH.

## Karriär
Thorisson har tidigare spelat för Breiðablik, Nybergsund IL-Trysil och FH. Han skrev den 31 oktober 2013 på ett tvåårskontrakt med Mjällby AIF. I februari 2015 bröt han sitt kontrakt med Mjällby och återvände till isländska FH, som han skrev på ett treårskontrakt för.